# 1561
1561 (MDLXI) fue un año común comenzado en miércoles del calendario juliano.

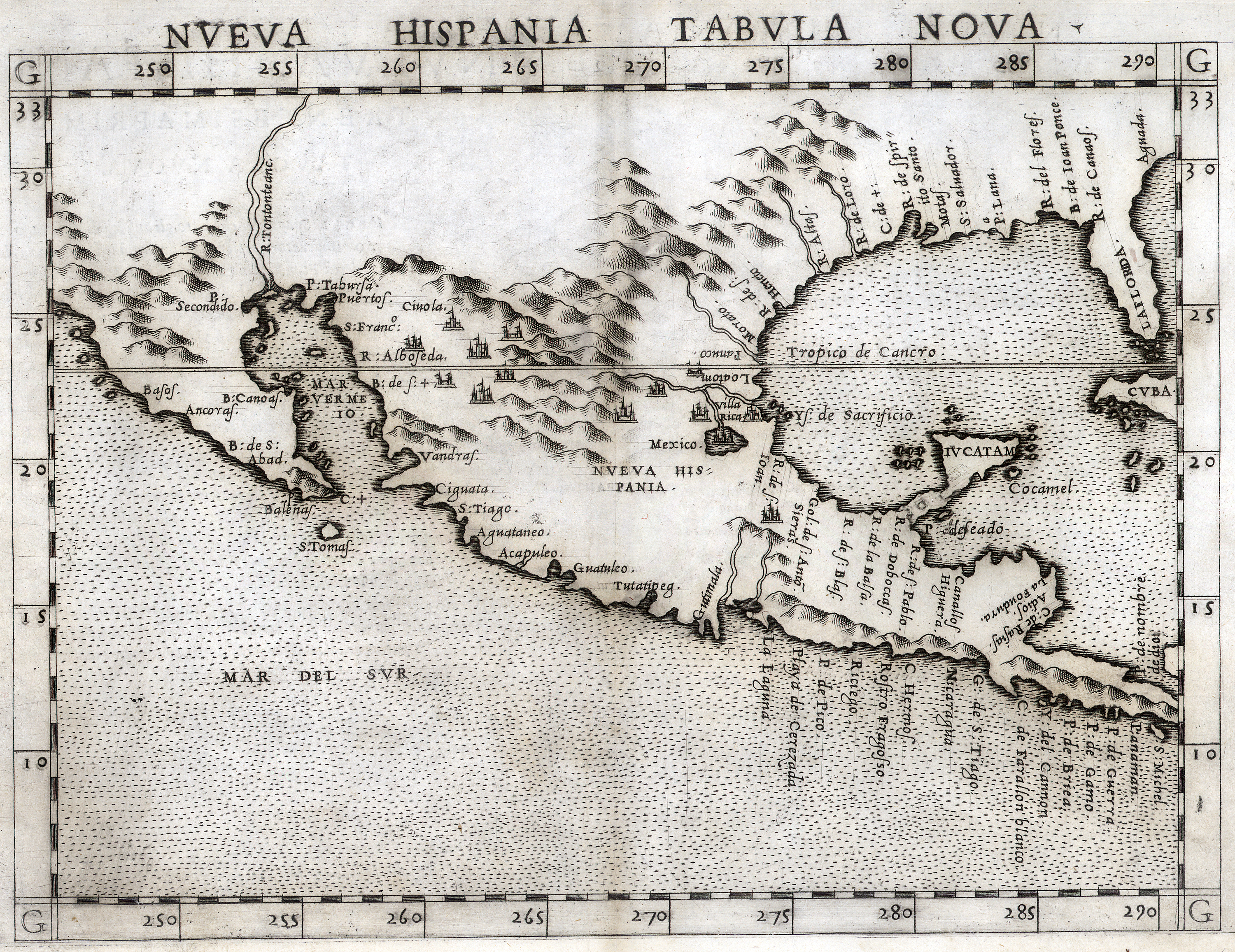
Mapa de Nueva España en 1561

## Acontecimientos
- 26 de febrero: En Bolivia, el español Ñuflo de Chávez funda Santa Cruz de la Sierra.
- 2 de marzo el español Pedro del Castillo funda la Ciudad de Mendoza, actual capital de la provincia argentina del mismo nombre.
- 31 de marzo: En Venezuela, el español Juan de Maldonado funda la aldea de San Cristóbal.
- 4 de mayo: en Cartagena (España), Luis Fajardo de la Cueva, ii marqués de los Vélez, repele un ataque del corsario otomano Uluj Alí contra la ciudad en la batalla de Santa Mónica.
- 5 de junio, en el Municipio de Cavour, en el Piamonte, Italia, se firma la Paz de Cavour, o Paz de los Valdenses.
- 20 de agosto: en la actual provincia de Jujuy (Argentina), Juan Pérez de Zurita funda la aldea de Nieva. Debido a los malos tratos contra los indios omaguacas, en 1563 estos se rebelan e incendian la ranchería.
- 21 de noviembre: Potosí adquiere el rango de ciudad mediante una capitulación expedida por el entonces virrey del Perú Diego López de Zúñiga y Velasco, conde de Nieva, exentándola de la jurisdicción de la ciudad de La Plata.
- En España, el rey Felipe II traslada la Corte desde Toledo a la villa de Madrid, que se convierte desde esa época en capital del país.
- Desde fines  de mayo a junio se produce en Calabria, Italia, la "matanza de los valdenses". La poblaciones de religión Valdense, proveniente de los Valles Valdenses del Piamonte que se establecieron en Calabria desde el siglo XIII, vivió tranquilo hasta el siglo XVI, cuando comenzaron a profesar abiertamente su fe  reformada. Sometidos por la Inquisición a persecuciones y  a un régimen de control represivo, se rebelaron provocando la intervención de las tropas españolas de Virreinato de Nápoles, que hizo miles de víctimas.[1]
- 22 de agosto Se funda la ciudad de Ocozocoautla.

## Nacimientos
- Luis de Góngora: poeta y dramaturgo español.
- Francis Bacon: filósofo renancentista.
- Santorio Santorio: médico italiano.
- Hernando Arias de Saavedra hidalgo,militar,conquistador,explorador y funcionario en la Gobernación del Río de la Plata y del Paraguay.

## Fallecimientos
- 6 de enero: Ridolfo Ghirlandaio, pintor florentino (n. 1483).
- Alonso Berruguete, escultor español.
- Olivier de Magny, poeta francés.
- Rüstem Pasha, esposo de Mihrimah Sultan y gran visir del Imperio Otomano.
- Claude Garamond, impresor y tipógrafo francés.
- Andrés Hurtado de Mendoza, marqués de Cañete, y virrey del Perú.
- Sayri Túpac, hijo de Manco Inca Yupanqui.
- 25 de septiembre: Şehzade Bayezid, hijo del sultán solimán y la hurrem sultán